# Cercotrichas signata
Cercotrichas signata là một loài chim trong họ Muscicapidae.